# Инверкитинг
Инверки́тинг (англ. Inverkeithing, гэльск. Inbhir Chèitinn, скотс Inverkeithin) — небольшой город в Шотландии, в области Файф. Город расположен на северном берегу залива Ферт-оф-Форт. В Инверкитинге развита бумажная промышленность, а также предприятия по разбору и утилизации морских судов.

## История
Инверкитинг — один из древнейших городов Шотландии, на его месте в период Римской империи находилось поселение римских легионеров. В 1139 г. Инверкитинг получил хартию королевского города, которая была подтверждена Робертом Брюсом в 1399 г.
В 1651 г. рядом с городом состоялась битва при Инверкитинге, победа в которой обеспечила Оливеру Кромвелю возможность завоевать северную часть Шотландии.

## Достопримечательности
- Церковь св. Петра (V век);
- Ратуша (1770 г.);
- Торговый крест (ок. 1400 г.)
- Королевский отель — место рождения выдающегося российского адмирала Самуила Грейга, участника сражений при Чесме и Хогланде.